# Maurits Peetermans
Mauritius Remigius Rosalia (Maurits) Peetermans (Antwerpen, 15 april 1903 – Berchem, 24 januari 2002) was een Belgisch componist, dirigent en (contra-)fagottist.
Hij was zoon van lithograaf Joannes Franciscus Peetermans en Maria Reinildis DeJaeger.
Hij kreeg zijn opleiding op fagot aan het Koninklijk Conservatorium Antwerpen van Adolf De Gussem, die hem tevens notenleer onderwees. Lodewijk De Vocht gaf hem les in harmonieleer, Arthur Cornette onderwees hem letterkunde. In 1921 ontving hij voor zijn fagotspel de eerste prijs, als ook een regeringsmedaille. Hij werd al tijdens zijn opleiding (solo-)fagottist in de bekendste Belgische symfonieorkesten, zoals van het orkest van de Nationaal Instituut voor de Radio-omroep; hij stond ook wel eens als dirigent voor het orkest. In die twee hoedanigheden maakte hij kennis met de dirigenten André Cluytens, Erich Kleiber, Willem Mengelberg, Herman Scherchen en de dirigent/componisten Maurice Ravel, Igor Stravinsky en George Enescu. Hij combineerde dat met het geven van soloconcerten, lidmaatschap van het Kamermuziekgezelschap van Antwerpen en het leiderschap van het door hem opgerichte Vereniging voor Kamermuziek te Brussel.. Hij werd voort dirigent van harmonieorkesten en fanfares in en om Antwerpen.
Voor zijn instrumenten en die orkesten schreef hij werken en transcripties. Genoemd zijn een Suite voor fagotsolo uit 1972, een transcriptie van Peter Benoits Een sterke burcht en een jeugdopera Cath Howard. Voor de fagottist gaf hij het vierdelige Methode voor fagot (1972) uit, met nadruk voor de oefening van de linkerduim.